# Protosphargis veronensis
La protosfargide (Protosphargis veronensis) è una tartaruga marina estinta, vissuta nel Cretaceo Superiore (Campaniano - Maastrichtiano, circa 80 - 70 milioni di anni fa) e i suoi resti fossili sono stati ritrovati in Italia.

## Descrizione
Questo animale doveva essere molto simile a un'odierna tartaruga liuto (Dermochelys coriacea), e come questa possedeva un grande corpo idrodinamico che poteva superare i due metri di lunghezza. Come la forma attuale, si pensa che anche Protosphargis fosse dotata delle carene longitudinali lungo il dorso, che aiutano queste tartarughe a muoversi velocemente nell'acqua. La riduzione dello scudo era maggiore di quella riscontrata nelle tartarughe cretacee della famiglia Protostegidae, e ancora una volta la morfologia richiama quella di Dermochelys. Le ossa degli arti mostrano una notevole specializzazione alla vita marina. 

## Classificazione
Resti abbastanza completi o parziali di Protosphargis sono piuttosto frequenti negli strati calcarei della Scaglia rossa veneta, nei pressi di Sant'Anna d'Alfaedo, in provincia di Verona.
La prima descrizione scientifica di questo animale fu eseguita da Giovanni Capellini nel 1884; i resti fossili erano stati ritrovati una trentina d'anni prima nella zona di Sant'Anna d'Alfaedo (Verona). L'autorevole naturalista riconobbe le affinità della tartaruga estinta con l'attuale tartaruga liuto (allora nota come Sphargis), e denominò l'esemplare di Sant'Anna d'Alfaedo Protosphargis veronensis.
Successivamente vennero proposte affinità con la famiglia dei protostegidi (Protostegidae), un gruppo di tartarughe marine del Cretaceo di eccezionali dimensioni, tra le quali si ricordano Archelon e Protostega. In ogni caso, alcune caratteristiche del carapace e delle zampe indicherebbero che Protosphargis sia effettivamente imparentato con le attuali tartarughe liuto e con altre tartarughe del Cretaceo europeo come Allopleuron e Glyptochelone (Weems, 1988).

### La storia del primo ritrovamento
Nel 1852, nelle cave di lastame sul Monte Guaiti di proprietà del signor Mazurega vennero estratte alcune lastre di pietra; le lastre dovevano servire ai fratelli Marconi, abitanti della contrada Cona, per erigere un "sieparo", ovvero una recinzione intorno a un prato della località Costa. Quando furono conficcate a terra a mo' di siepe, ci si accorse che due di esse presentavano delle ossa su di un lato. Poco dopo, in tutta la Valpolicella si sparse la voce del ritrovamento di un uomo pietrificato. 

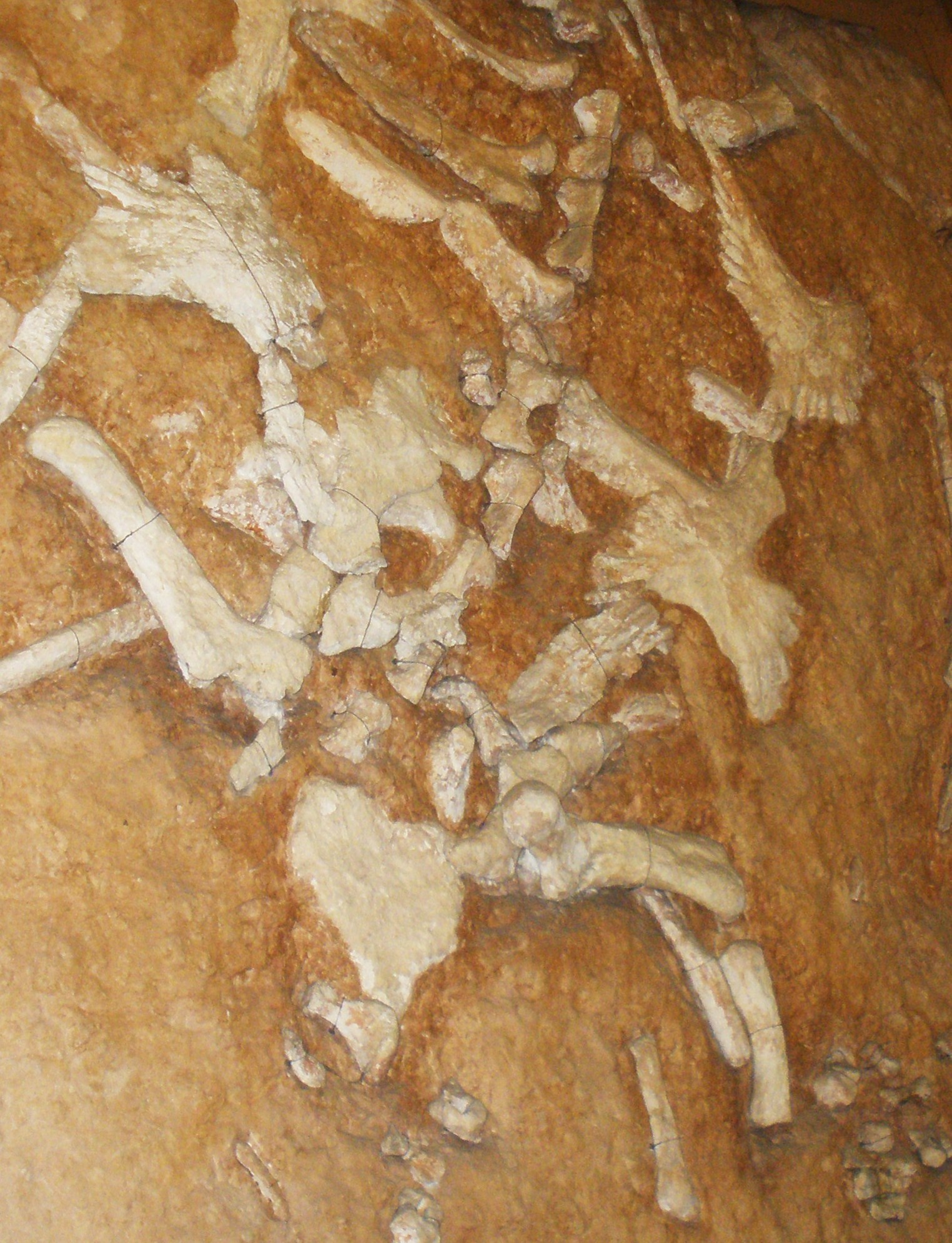
L'olotipo di P. veronensis studiato da Capellini nel 1883. Museo Capellini di Bologna.

A questo punto intervenne Don Mario Mignolli, il quale, dopo aver osservato le ossa sulle lastre, le giudicò interessanti a tal punto da farle trasportare nella sua abitazione a Fane, rimborsando ai fratelli Marconi solo il prezzo delle pietre. Nel frattempo, la notizia del ritrovamento era giunta anche ad Abramo Massalongo, noto paleontologo veronese, che propose a Don Mignolli di vendergli le lastre. La somma era interessante (più di cento lire dell'epoca), ma Don Mignolli pose la condizione che se le ossa fossero state riconosciute come appartenenti a un uomo, sarebbero dovute tornare di sua proprietà. Stranamente Massalongo non accettò la condizione, benché un paleontologo del suo calibro fosse perfettamente in grado di distinguere le ossa di un rettile da quelle di un uomo; le ossa vennero così dimenticate, dapprima tenute a Fane e poi trasportate nella casa veronese di Monsignor Paolo Vigale. 

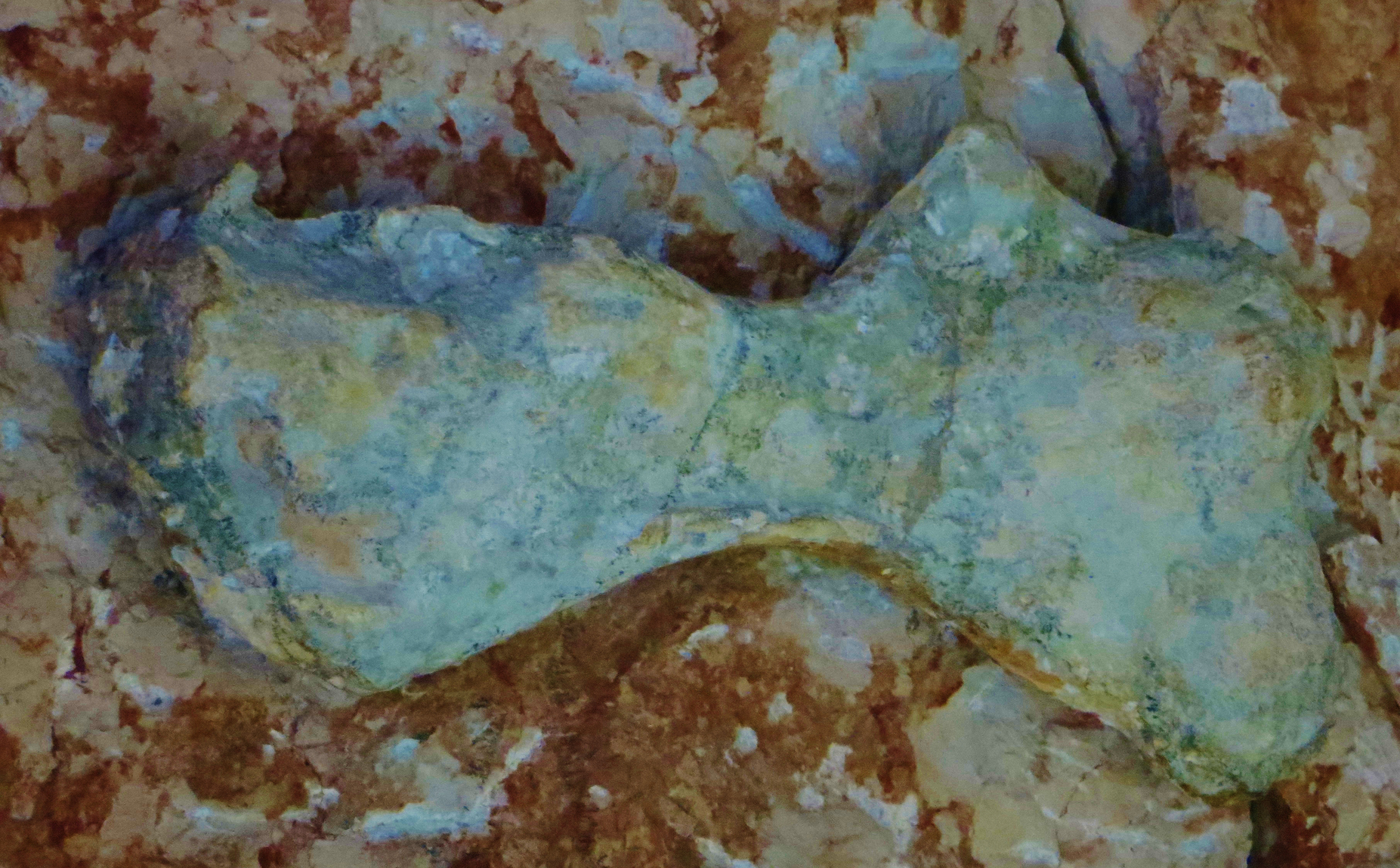
Omero di Protosphargis veronensis, Museo di Storia Naturale di Verona

Dopo una trentina d'anni di dimenticatoio, la Società Geologica Italiana organizzò una riunione estiva a Verona; nell'occasione venne allestita un'esposizione paleontologica nel palazzo del Marchese Ottavio di Canossa; nel cortile del palazzo riapparvero le due lastre dimenticate, con tanto di ossa. Il 2 settembre 1883 giunse a Verona Giovanni Capellini, illustre paleontologo bolognese, che esaminò le lastre e giunse alla conclusione che si trattava di uno scheletro di tartaruga; senza rendere pubblica la scoperta, trattò l'acquisto con Don Mignolli (al quale rilasciò anche la dichiarazione che, se si fosse trattato di resti umani, avrebbe restituito le lastre); lo stesso Don Mignolli si rese conto che solo uno scienziato di grande fama avrebbe potuto risolvere l'enigma. Pochi giorni dopo, il 10 settembre 1883, le lastre erano a Bologna e il Capellini poté iniziare il lavoro di pulitura che avrebbe liberato dalla roccia lo scheletro fossile di quella che è una delle più grandi tartarughe marine note.
Il 3 febbraio 1884, durante una riunione della Reale Accademia dei Lincei, su invito di Quintino Sella e alla presenza di Sua Maestà Umberto I Re d'Italia, veniva infine presentato l'eccezionale ritrovamento. 

## Paleoecologia
Protosphargis era una grande tartaruga marina che doveva avere uno stile di vita comparabile a quello delle tartarughe liuto; forse si nutriva di meduse o di piccoli cefalopodi. È interessante notare come nelle acque marine dell'Europa e dell'Asia minore siano sostanzialmente assenti le grandi protostegidi, abbondanti invece in Nordamerica; erano così presenti tartarughe di aspetto più moderno come Protosphargis, Allopleuron, Glyptochelone e Gigantatypus.
Protosphargis condivideva l'ambiente marino con grandi squali del genere Cretoxyrhina e Ptychodus, mosasauri (Romeosaurus) e numerosi pesci ossei.